# Drillia altispira
Drillia altispira é uma espécie de gastrópode do gênero Drillia, pertencente a família Drilliidae.